# Nova Palma
Nova Palma är en kommun i Brasilien.   Den ligger i delstaten Rio Grande do Sul, i den södra delen av landet, 1 600 km söder om huvudstaden Brasília. Antalet invånare är 6 345.
I omgivningarna runt Nova Palma växer huvudsakligen savannskog. Runt Nova Palma är det glesbefolkat, med 17 invånare per kvadratkilometer.